# La Muela
La Muela è un comune spagnolo di 4.928 abitanti situato nella comunità autonoma dell'Aragona.

## La città del vento
Negli anni il comune si è reso protagonista di un singolare e innovativo progetto energetico, intrapreso nel 1987 dall'allora neo sindaco María Victoria Pinilla Bielsa, che aveva l'iniziale obiettivo di sfruttare le ampie distese semi-desertiche che circondano il ventoso paese per l'edificazione di pale eoliche. Fine del sindaco era quello di rendere energeticamente autonomo il paese ed eventualmente generare una plusvalenza d'energia da vendere alle compagnie elettriche locali.

L'avvio del progetto fu tutt'altro che agevole: Le multinazionali dell'eolico con cui il comune di La Muela si trovò a trattare per la concessione dei terreni su cui costruire le pale (Vestas, Iberdrola, Enron, Gamesa), erano intenzionate a pagare solamente 30 € per l'installazione di ogni pala. Dopo estenuanti trattative il sindaco ottenne un pagamento di 5000-6000 € per ogni pala edificata più una rendita annua per il comune di 2000 € a generatore.

Progetti simili erano stati attuati in tutta la Spagna già alcuni anni prima del 1987, ma ciò che sorprende di La Muela sono gli impressionanti risultati raggiunti. La cittadina produce infatti oltre 500 GWh, per una potenza installata di 250 MW su un totale di 500 aerogeneratori, arrivando in questo modo a produrre circa il 30% di tutta l'energia pulita spagnola.

In questo modo l'amministrazione comunale ha potuto sfruttare gli enormi introiti per creare una straordinaria rete di welfare (è infatti vietato per legge redistribuire i proventi della vendita dell'energia direttamente ai cittadini), con centri per anziani, libri di testo gratuiti per gli studenti fino ai 20 anni di età, borse di studio da 1200€ garantite a tutti gli studenti che, terminati gli studi superiori, decidano di iscriversi a un'università, e persino tariffe vantaggiose alla vicina Clínica Universitaria de Navarra, ottenute grazie a delle contrattazioni effettuate dal comune.

La qualità dell'opera è facilmente riscontrabile nella notevole crescita demografica del paese negli ultimi anni. La Muela, infatti, che sul finire degli anni '80 era abitata da meno di 800 persone ed era vittima di continua emigrazione verso le città o verso zone più ricche del paese, è cresciuta dai 1.006 abitanti del 1991 ai 1.773 del 2001 e quindi ai 4.928 del 2009. Ciò significa una crescita del 278% sul periodo 2001-2009 e del 490% sul periodo 1991-2009.